# Ūzūn Darreh-ye Pā'īn
Ūzūn Darreh-ye Pā'īn (persiska: اُّزُّن دَرِّه سُفلَ, Ūzūn Darreh-ye Pā’īn, وزون دَرِّۀ پائين, وزون دَرِّۀ سُفلَى) är en ort i Iran.   Den ligger i provinsen Västazarbaijan, i den nordvästra delen av landet, 500 km väster om huvudstaden Teheran. Ūzūn Darreh-ye Pā'īn ligger 1 725 meter över havet och antalet invånare är 260.
Terrängen runt Ūzūn Darreh-ye Pā'īn är kuperad. Runt Ūzūn Darreh-ye Pā'īn är det ganska tätbefolkat, med 60 invånare per kvadratkilometer. Närmaste större samhälle är Mahabad, 6,5 km nordväst om Ūzūn Darreh-ye Pā'īn. Trakten runt Ūzūn Darreh-ye Pā'īn består i huvudsak av gräsmarker.